# 夢枕獏
夢枕 獏（ゆめまくら ばく、本名：米山 峰夫、男性、1951年〈昭和26年〉1月1日 -）は、日本の小説家・エッセイスト・写真家。
小説のジャンルは、伝奇・歴史小説、格闘小説、SF小説、山岳小説など幅広く、長編小説では『陰陽師』『餓狼伝』などが知られている。

## 人物・概要
神奈川県小田原市生まれ。神奈川県立山北高等学校、東海大学文学部日本文学科卒業。
10歳から小説家を志し、大学卒業後は編集者をしながら作家活動と考えていたが、就職に失敗してしまい山小屋で働く。ペンネームの由来は、夢を食べるとされる伝説上の生物「獏」と、夢のような話を書きたいという意味がある。高校時代に同人誌で活動していたころに使い始め、それまでに複数のペンネームを使い2年ほど経ったころに夢枕獏に落ち着いたという。
作品については本人曰く、「エロスとバイオレンスとオカルトの作家」で、密教的要素を散りばめたエログロの伝奇バイオレンスや、ひたすら男たちが肉弾戦を演じる本格格闘小説を得意とする。しかしながら商業デビュー直後はそのような得意ジャンル一本槍では無く、集英社コバルト文庫他で少女向け小説やジュブナイル小説なども執筆した。デビュー短編集『猫弾きのオルオラネ』は、現在の作風とは大きく異なる、詩情とユーモアをたたえた大人の童話風の一冊である。
安倍晴明を主役とした『陰陽師』シリーズは、晴明ブームのきっかけとなった。
また漫画の原作となった作品も数多く、中でも『餓狼伝』は谷口ジロー、板垣恵介、『陰陽師』は岡野玲子、『荒野に獣慟哭す』は伊藤勢という実力派によって漫画化された。中でも「サイコダイバー・シリーズ」は手を変え、作者を変え、幾度も漫画化されており、アニメ化もされている人気作品である。
夢枕自身も漫画マニアであり、テレビ番組『BSマンガ夜話』の準レギュラーでもあった。
旅行や釣りが趣味で、ヒマラヤ登山や、玄奘三蔵の歩んだ道を追体験するルート、アラスカの原野紀行などのハードな冒険にも挑んでいる。南米ペルーのアマゾン川源流域に釣行した折には、現地ガイドに勧められてピラニアを生食してしまい、顎口虫（寄生虫）に感染したのではないかと現在でも心配・後悔している。ヒマラヤ登山を扱った著作に、『神々の山嶺』がある。釣りに関しては、「川の学校」で講師を務める等造詣も深い。中でも鮎釣りに熱中しておりチンチン釣り（餌釣り）を得意としていて、解禁日ともなると執筆意欲が削がれるほど鮎に焦がれてしまう。
ファン想いな面も強く、若いファンの過失を自らには過失が無いにもかかわらず共に頭を下げたり、ファンの不幸に関しては見舞いや葬儀への参列も苦としないなど、人格者と慕われている。「子供はみんな可愛いけれど自分の子供が一番可愛い」と発言した事も有るが、人間の本性としてファン達には理解された。
本人は格闘技経験は無いものの、昔から熱心なプロレス・格闘技ファンであり、その方面の著作も多数存在する。『空手道ビジネスマンクラス練馬支部』では、格闘技経験のない中年男性が武道に出会い、体験する様をリアルに描写するためにモデルとなった大道塾（東孝塾長）に一日入門し、倒れるまで稽古に参加した。プロレス業界では「関節技の鬼」の異名をとる藤原喜明に実際に数十の関節技をかけてもらうなど（本人いわく「自殺志願者でもあの痛みからは逃れようとするだろう（大意）」）、リアリズムの追求のための体当たりな取材で格闘技ファンの間に人気が高く、格闘技関係の評論やエッセイも多い。また、K-1の提唱者のうちの一人でもある。
オウムガイなどに代表される「螺旋」をモチーフにした作品も多く発表している。
数々の作品を手がけるが、複数のシリーズを並行して執筆しており、一部の中編（単行本一冊程度）を除き現在までに完結した長編小説は少ない。これは短い話の予定で始めたシリーズの構想が膨らんで長期化したり、さらに新たなシリーズを始めたりするためである。また雑誌の都合による休載作品もある。本人曰く「残りの人生（寿命）を逆算しても書き上げる事が出来るかどうか不安」な程の構想を抱えていた。そのため2008年に刊行された『キマイラ』新版の序文において、「一作書き上げたら次の一作を書く」執筆方式にシフトし、2011年までに『キマイラ』と『餓狼伝』及び『陰陽師』以外のシリーズ連載を全て終了させるという構想を語った。
別名義でも小説作品を発表している。また、俳句の投稿も別名義で行っていることが公表されている。
2018年春の褒章で紫綬褒章受章。
年に一度受けている人間ドックで2020年11月に縦隔のリンパ節に腫れがあると指摘され、精密検査で翌年3月に悪性リンパ腫と診断され、連載を減らして闘病した体験を『読売新聞』夕刊の土曜日付コラムで2024年12月に公表した。

## 略歴
1977年
筒井康隆が主宰する同人誌『ネオ・ヌル』にタイポグラフィ作品『カエルの死』を発表。同品が『奇想天外』8月号に転載されデビュー。また、小説でのデビューは同じ『奇想天外』同年10月号に掲載された『巨人伝』（後に『遥かなる巨神』と改題）。これは同人誌『宇宙塵』に紹介される（柴野拓美が本質を掴めず、自宅から近かったこともあり直接説明を受けて納得して『宇宙塵』に掲載した）。
1982年
『キマイラ・吼』シリーズの第一作『幻獣少年キマイラ』をソノラマ文庫から刊行。ただし長編としての処女作は、前年（1981年）に双葉社から刊行された『幻獣变化』になる。
1984年
『サイコダイバー・シリーズ』の第一作『魔獣狩り（淫楽編）』を祥伝社から刊行。一躍ベストセラー作家となる。
この儲けで豪邸を建てたため、「淫楽御殿」と呼ばれる。また同年には『闇狩り師』シリーズ、翌年（1985年）には『餓狼伝』シリーズもスタートし、多数の伝奇バイオレンス小説をハイペースで量産するようになる。
1988年
『陰陽師』シリーズの第一作『陰陽師』を文藝春秋から刊行。
1989年
『上弦の月を喰べる獅子』で第10回日本SF大賞を受賞。
1990年
『上弦の月を喰べる獅子』で第21回星雲賞（日本長編部門）を受賞。
1991年
『上段の月を喰べる獅子』で第22回星雲賞（日本短編部門）を受賞。
1994年 - 1995年
日本SF作家クラブ会長を務める。
1997年
『ハイエナの夜』がビームエンタテインメントにより映画化。
1998年
『神々の山嶺』で第11回柴田錬三郎賞、第16回日本冒険小説協会大賞（国内部門）を受賞。
2001年
『陰陽師』が東宝により『陰陽師』として映画化。主役の安倍晴明を狂言師野村萬斎が演じ、大ヒットする。
2003年
『陰陽師II』が劇場公開される。
手塚プロダクションのアニメーション映画『ぼくの孫悟空』の脚本を担当する。
2006年
漫画版『陰陽師』（作画：岡野玲子）が第37回星雲賞（コミック部門）を受賞。
2007年
『大帝の剣』が東映で映画化。4月7日より公開。
2010年
『サイコダイバー・シリーズ』の最終巻『新・魔獣狩り12・13 倭王の城（上・下）』が2冊同時発売。
2011年
『大江戸釣客伝』で第39回泉鏡花文学賞、第5回舟橋聖一文学賞を受賞。
12月2日、角川書店より『秘帖・源氏物語 翁－OKINA』を単行本、文庫、電子書籍の3形態で同時刊行。
2012年
『大江戸釣客伝』で第46回吉川英治文学賞を受賞。
2013年
『キマイラ鬼骨変』がニコニコで連載開始。この年のニコニコ超会議に参加し、連載第1回目の原稿の公開執筆やサイン会を行う。
2015年
9月13日、テレビ朝日で『ドラマスペシャル 陰陽師』が放送。
2016年
『神々の山嶺』が『エヴェレスト 神々の山嶺』として映画化。
『沙門空海唐の国にて鬼と宴す』が『幻想神空海 沙門空海唐の国にて鬼と宴す』として、市川染五郎の主演で歌舞伎化。
絵本『ちいさなおおきなき』（絵：山村浩二）で第65回小学館児童出版文化賞を受賞。
2017年
第21回日本ミステリー文学大賞を受賞。
第65回菊池寛賞を受賞。
2018年
平成29年度小田原市民功労賞を受賞。
平成30年春の褒章に於いて紫綬褒章を受章。
『沙門空海唐の国にて鬼と宴す』が『空海-KU-KAI- 美しき王妃の謎』として日中共同製作で映画化。
押井守による『キマイラ』シリーズの映像化企画が発表。放送形態や公開時期は未定。
3月25日の『朝日新聞』朝刊にて、自費で全面広告「夢枕獏の変態的長編愛」を展開して話題になる。
2019年
『陰陽師』シリーズ、『沙門空海』シリーズで第8回日本歴史時代作家協会賞（功労賞）を受賞。
2020年
3月29日、テレビ朝日で『ドラマスペシャル 陰陽師』が放送。
4月13日、新型コロナウイルスの国内流行を受け、「静かに、しかし強く、なお強くこみあげてくるもの」と題した短文を発表。
2021年
2月5日、『陰陽師』を原作にした映画『晴雅集（邦題：陰陽師 とこしえの夢）』が、Netflixで世界配信開始。

## 作品リスト

### 小説
- カエルの死
- ねこひきのオルオラネ 1979.4 (集英社文庫コバルト) 『猫弾きのオルオラネ』ハヤカワ文庫
- 遥かなる巨神 フタバノベルス 1980.12 のち文庫、角川文庫、創元SF文庫
- キラキラ星のジッタ 1980.12 (集英社文庫コバルト)
- 幻獣変化（涅槃の王）1981.11 双葉社 のち角川文庫（完結）
- 「キマイラ・吼」シリーズ 1982.07- ソノラマ文庫、朝日ソノラマ単行本、ソノラマノベルス（未完）
- 「闇狩り師」シリーズ 1984.01- トクマ・ノベルズ、徳間デュアル文庫（1984.01-／未完）
- サイコダイバー・シリーズ 1984.01-2010.10 祥伝社ノン・ノベル のち祥伝社文庫
  - 魔獣狩り シリーズ（完結）
  - 新・魔獣狩り シリーズ（完結）
- 悪夢喰らい 角川書店 1984.10 のち文庫
- 「獅子の門」シリーズ 1985.08-2014 光文社（完結）
- こころほしてんとう虫 ロマンチック・メルヘン 1985.3 (集英社文庫コバルト)
- 悪夢展覧会 徳間書店 1985.5 のち文庫
- 魔獣館 伝奇小説傑作集 祥伝社 1985.6
- 半獣神 光風社出版 1985.8 のち角川文庫
- 獣王伝 夢枕獏ワールド シャピオ 1985.10 のち角川文庫
- 「黄金宮」シリーズ 1986.04- 講談社ノベルス のち文庫（未完）
- 「大帝の剣」シリーズ 1986.11- 角川ノベルス、角川文庫、エンターブレイン（完結）
- 「印度怪鬼譚」シリーズ 1987.05-1989.05 トクマ・ノベルズ
  - 【新装版】月神祭 古代インド怪異譚 トクマ・ノベルズ 2010.4
- 「餓狼伝」シリーズ 1985.07- フタバノベルス のち文庫（連載中）
- ハイエナの夜 ソフトボイルド・カメラマン トクマ・ノベルズ 1986.7 のち文庫、光文社文庫
- 風果つる街 実業之日本社 1987.2
- 怪男児 出雲あやめ18歳純情にして凶暴 集英社 1987.6 のち文庫
- 歓喜月の孔雀舞 新潮社 1987.11 のち文庫、徳間文庫
- 青狼の拳 フタバノベルス 1987.12
- 奇譚草子 講談社 1988.1 のち文庫、文春文庫
- 月に呼ばれて海より如来る 広済堂出版 1988.3 のち徳間文庫
- 「陰陽師」シリーズ 1988.08- 文藝春秋 のち文庫（未完）
- 鮎師 講談社 1989.4 のち文庫、文春文庫
- 風果つる街 実業之日本社 1989.8 (Joy novels) のち角川文庫
- 上弦の月を喰べる獅子 早川書房 1989.8 のち文庫
- 仰天シリーズ 集英社 のち文庫
  - 仰天・プロレス和歌集 1989.11
  - 仰天・文壇和歌集 1992.5
  - 仰天・平成元年の空手チョップ 1993.3
- 仕事師たちの哀歌 プロレス小説 集英社 1989.11 のち文庫
- 荒野に獣慟哭す 1990.04-2000.05 ジョイ・ノベルス のち完全版（完結）
- 神獣変化（涅槃の王）1991.12-1996.04 祥伝社、桃園書房（完結）
- 鳥葬の山 文芸春秋 1991.1 のち文庫
- 仰天文学大系 集英社 1991.2 「慶応四年のハラキリ」(集英社文庫)
- 妖樹・あやかしのき 1991.2 (徳間文庫) のち光文社文庫
- 牙の紋章 祥伝社 1991.4 のち文庫
- 混沌の城 光文社 1991.9 のち文庫
- 螺旋王 天野喜孝画 徳間書店 1992.1
- 戦慄!＝業界用語辞典 講談社 1992.3 のち文庫
- 純情漂流 角川書店 1992.11 のち集英社文庫
- 空手道ビジネスマンクラス練馬支部 講談社 1992.12 のち文庫
- 聖楽堂酔夢譚 本の雑誌社 1993.4 のち集英社文庫
- 牙鳴り 祥伝社 1993.7 (Non novel) のち文庫
- 瑠璃の方船 文芸春秋 1995.4 のち文庫
- 絢爛たる鷺 波書房 1995.5 のち集英社文庫
- ほのかな夜の幻想譚 コスミックインターナショナル 1995.6
- 雨晴れて月は朦朧の夜 波書房 1996.6 のち角川ホラー文庫
- 風太郎の絵 1996.10 (ハヤカワ文庫)
- 本朝無双格闘家列伝 新潮社 1996.11 のち文庫
- 揺籃鬼の祭 初期作品集 フタバノベルス 1997.8
- 神々の山嶺 集英社 1997.8 のち文庫
- 羊の宇宙 たむらしげる絵 講談社 1998.2
- 平成講釈 安倍晴明伝 中央公論社 1998.4 のち文庫
- 空気枕ぶく先生太平記 フレーベル館 1998.5 のち集英社文庫
- 黒塚 KUROZUKA 集英社 2000.8 のち文庫
- 腐りゆく天使 文藝春秋 2000.10 のち文庫
- ものいふ髑髏 集英社 2001.8 のち文庫
- 鬼譚草紙 天野喜孝 朝日新聞社 2001.8 のち文庫
- 「沙門空海唐の国にて鬼と宴す」シリーズ 徳間書店 2004 のち文庫
- シナン 中央公論新社 2004.11 のち文庫
- 楊貴妃 天野喜孝画 エンターブレイン 2006.6
- あめん法師 げんげんげんきげんきに濡れよ（詩）佐藤秀明写真 三五館 2007.7
- 東天の獅子 双葉社 2008
- 天海の秘宝 朝日新聞出版 2010.7
- 秘帖・源氏物語 翁－OKINA 角川書店 2011
- 大江戸釣客伝 講談社 2011
- 宿神 朝日新聞出版 2012
- 大江戸恐龍伝 小学館 2013
- 怪獣文藝 メディアファクトリー 2013
- ヤマンタカ 大菩薩峠血風録 KADOKAWA 2016.12
- 白鯨 MOBY-DICK 2021
- 大江戸火龍改 講談社 2020.7
- JAGAE 織田信長伝奇行 祥伝社 2021.6
- ゆうえんち〜バキ外伝〜 『週刊少年チャンピオン』（秋田書店）連載
- 真伝・寛永御前試合 『小説現代』（講談社）連載

### エッセイ等
- パズル雑誌「クロスビー」「パズル通信ニコリ」にてエッセイを連載（終了）[22] 1983 - 1991
- 倒れて本望 第一エッセイ集・プロレス入り 集英社 1986.2 のち光文社文庫
- ガキのころから漫画まんがマンガ 講談社 1987.3
- 場外乱闘である 対談集 徳間書店 1987.8
- 悪夢で乾盃 角川書店 1988.4 のち文庫
- 格闘漂流・猛き風に告げよ 私説UWF伝 集英社 1988.8 のち文庫
- 幻花曼陀羅 講談社 1988.10
- 光の博物誌 Yumemakura Baku photo essay 小学館 1989.6 (Be-pal books)
- 神々の国人の国 夢枕獏純情写真館 双葉社 1989.11
- 只今、獏談中 バトルロイヤル・トーク集 大陸書房 1989.12
- 旅に果てたし 獏の夢喰い浪漫 広済堂出版 1990.5
- 夢枕獏・あとがき大全 あるいは物語による旅の記録 波書房 1990.12 「あとがき大全」文春文庫
- 緑の迷宮 マヤ文明・ユカタン半島幻想紀行 ネイチャリングスペシャル 全国朝日放送 1991.11 のち小池書院道草文庫
- 戦慄！まるプ業界用語辞典 いしかわじゅん(イラスト) 講談社　1992.3 のち文庫
- 夢枕獏少女マンガ館（編）1992.6 (文春文庫)
- 鬼踊りにて候ふ 波書房 1992.10
- 生命の水の物語 夢枕獏の世界水紀行 日本テレビ放送網 1993.6
- 地平線物語 双葉社 1993.10
- 群狼の旗 ベースボール・マガジン社 1994.6 のち幻冬舎文庫
- 悦楽の旅人 PHP研究所 1994.8
- 西蔵回廊 カイラス巡礼 東京書籍 1994.9 のち光文社知恵の森文庫
- 夢枕獏の外道教養文庫 1994.10 (小学館ライブラリー)
- その日暮らしの手帖 マガジンハウス 1995.1
- 聖玻璃の山 「般若心経」を旅する 早川書房 1995.10 のち小学館文庫
- 猫待ち月夜 その日暮らしの手帖2 マガジンハウス 1996.2
- 本日釣り日和 釣行大全 あんず堂 1997.2 のち中公文庫
- 釣り時どき仕事 読売新聞社 1997.8 のち中公文庫
- 本日も夢見ごこち あんず堂 1997.10
- 仰天・夢枕獏 夢枕獏全仕事 特別号 夢枕獏事務所編 波書房 1999.1
- 果実の森 あんず堂 1999.10
- B-1ザウルスの盃 行った、見た、遊んだ… 横山正美撮影 世界文化社 2000.7
- 摩多羅神の贄 あんず堂 2003.8
- 空海曼陀羅 日本出版社 2004.4
- NHK 知るを楽しむ この人この世界 夢枕獏 奇想家列伝」NHK出版 2005年07月25日
- 夢枕獏全仕事 熱い幻想 一迅社 2006.4 (一迅社ビジュアルbookシリーズ)
- 格闘的日常生活 正続 講談社 2006-2007 (KCピース)
- 薀蓄好きのための格闘噺 毎日新聞社 2007.9
- 獏さんのぽちぶくろ 日本出版社 2008.2
- 萬福寺 仙石泰山共著 淡交社 2008.3 (古寺巡礼京都)
- 毎日釣り日和 毎日新聞社 2008.5
- 愚か者の杖 五大陸釣魚紀行 佐藤秀明撮影 徳間書店 2008.11
- 夢枕獏の奇想家列伝 2009.3 (文春新書)
- 楊貴妃の晩餐 天野喜孝,叶松谷共著 角川書店 2010.4
- 投竿翁遊々日記 PHP研究所 2010.8
- 幻想を超えて アルボムッレ・スマナサーラ共著 サンガ 2010.6
- 幻想神空海 マガジンハウス 2014.5
- 仰天・俳句噺 文藝春秋 2022.6[23]
- アントニオ猪木とは何だったのか 入不二基義・香山リカ・水道橋博士・ターザン山本・松原隆一郎・吉田豪共著 集英社新書 2023.9

## 漫画原作
- アモン・サーガ（作画:天野喜孝）
- アーモンサーガ 月の御子（石川賢）
- 狗ハンティング（構成:子安秀明、作画:野口賢）
- 陰陽師（岡野玲子）
- 陰陽師 玉手匣（岡野玲子、夢枕は原案としてクレジット）
- 陰陽師 瀧夜叉姫（睦月ムンク）
- KUROZUKA-黒塚-（野口賢）
- 真・餓狼伝（作画:野辺優美）
- ヴィラネス ―真伝・寛永御前試合―（雨依新空）※未完のまま中断
- 瀧夜叉姫 陰陽師絵草子（伊藤勢）
- 漫画 ゆうえんち-バキ外伝-（原案:板垣恵介、作画:藤田勇利亜）
- 闇狩り師 キマイラ天龍変（伊藤勢）
- 東天の獅子（青野てる坊）
- 楊貴妃、綺羅羅（中澤泉汰）原作「楊貴妃」「楊貴妃の晩餐」

## 翻訳
- 『夢の狩人―The Sandman』文：ニール・ゲイマン、絵：天野喜孝 インターブックス 2000.10

## 映画化
- 『餓鬼魂』（1985年、OVM）監督：鋤田正義
- 『超高層ハンティング』（1991年）監督：服部光則
- 『餓狼伝』（1995年）監督：佐々木正人
- 『ハイエナの夜』（1997年）監督：片岡修二
- 『陰陽師』（2001年）監督：滝田洋二郎
  - 『陰陽師Ⅱ』（2003年）監督：滝田洋二郎
- 『大帝の剣』（2007年）監督：堤幸彦
- 『エヴェレスト 神々の山嶺』（2016年）監督：平山秀幸
- 『妖猫傳（邦題：空海-KU-KAI- 美しき王妃の謎）』（2018年）監督：陳凱歌
- 『陰陽師 晴雅集（邦題：陰陽師: とこしえの夢）』（2021年）監督：郭敬明
  - 『陰陽師 瀧夜曲（邦題未定）』（公開未定）監督：郭敬明
- 『陰陽師0』（2024年）監督：佐藤嗣麻子

## アニメ化
- 『アモン・サーガ』（1986年）
- 『夢枕獏 とわいらいと劇場』（1991年、OVA）
- 『サイコダイバー 魔性菩薩』（1997年、OVA）
- 『黒塚 KUROZUKA』（2008年）
- 『陰陽師』（2023年）

## 出演
- YOU（1985年4月 - 8月、NHK教育）司会の三田寛子のパートナーとして数回出演
- オトナの遊び時間（NHK総合）
- 京都上がる下がる（NHK BS2・NHK BShi） - 旅人
- “この人この世界 － 夢枕獏の奇想家列伝”. 知るを楽しむ選. 9 November 2005. NHK教育.
- いのちの響（TBSテレビ）
- ソロモン流（テレビ東京）2009年1月4日放送
- BSマンガ夜話
- きらり!東北の秋 秋の魅力満載! 東北ローカル鉄道の旅（2011年10月25、26日、NHK BSプレミアム） - 旅人
- 柳家権太楼の演芸図鑑（2013年8月11日、8月18日、NHK総合）
- 100分de萩尾望都 (2021年1月2日、NHK Eテレ) [24]

## 関連人物
- 板垣恵介
- 野田知佑
- 湯川恵子
- 岡野玲子
- 谷口ジロー
- 伊藤勢
- 野口賢
- 菊地秀行
- 荻野真（『孔雀王』盗用問題）